# Босси, Доменико
Доменико Босси известный также, как Иоганн Доминик Босси (итал. Domenico Bossi, нем. Johann Dominik Bossi; 1767, Триест — 1853) — итальянский венецианский художник-миниатюрист, рисовальщик, коллекционер. Один из крупнейших портретных миниатюристов эпохи неоклассицизма.

## Биография
Родился в Триесте. Сын художника Бартоломео Босси. Обучался в Венецианской академии изящных искусств под руководством Джованни Доменико Тьеполо.
С 1789 года работал в качестве художника-миниатюриста в Австрии, Нидерландах, Франции, Швеции, Пруссии и Российской империи (в 1802—1810 гг.), выполняя престижные заказы тогдашних правящих семей этих стран.
Создал целую галерею портретов аристократии и знати Амстердама, Парижа, Берлина, Гамбурга, Мюнхена, Вены, Стокгольма и Санкт-Петербурга .
Позже, обосновался в Мюнхене, где с 1850 года служил придворным художником.
Профессор живописи. Благодаря успешной карьере, стал членом академии художеств в Стокгольме (1798) и Вене (1818). В 1824 году был назначен «придворным художником» шведского короля Карла XIV Юхана.
Творил в традициях венецианской миниатюрной живописи (миниатюры выполнены на окрашенной слоновой кости).
Один из лучших авторов русских миниатюрных портретов, в которых более уделено внимания художественности изображения, чем передаче сходства. Его миниатюры имеются в Эрмитаже, Русском музее и других музеях.
Доменико Босси был владельцем коллекции, в которую входило большое количество меловых рисунков его учителя Джованни Доменико Тьеполо. Эта коллекция была выставлена на аукцион в Штутгарте в 1882 году.

## Галерея

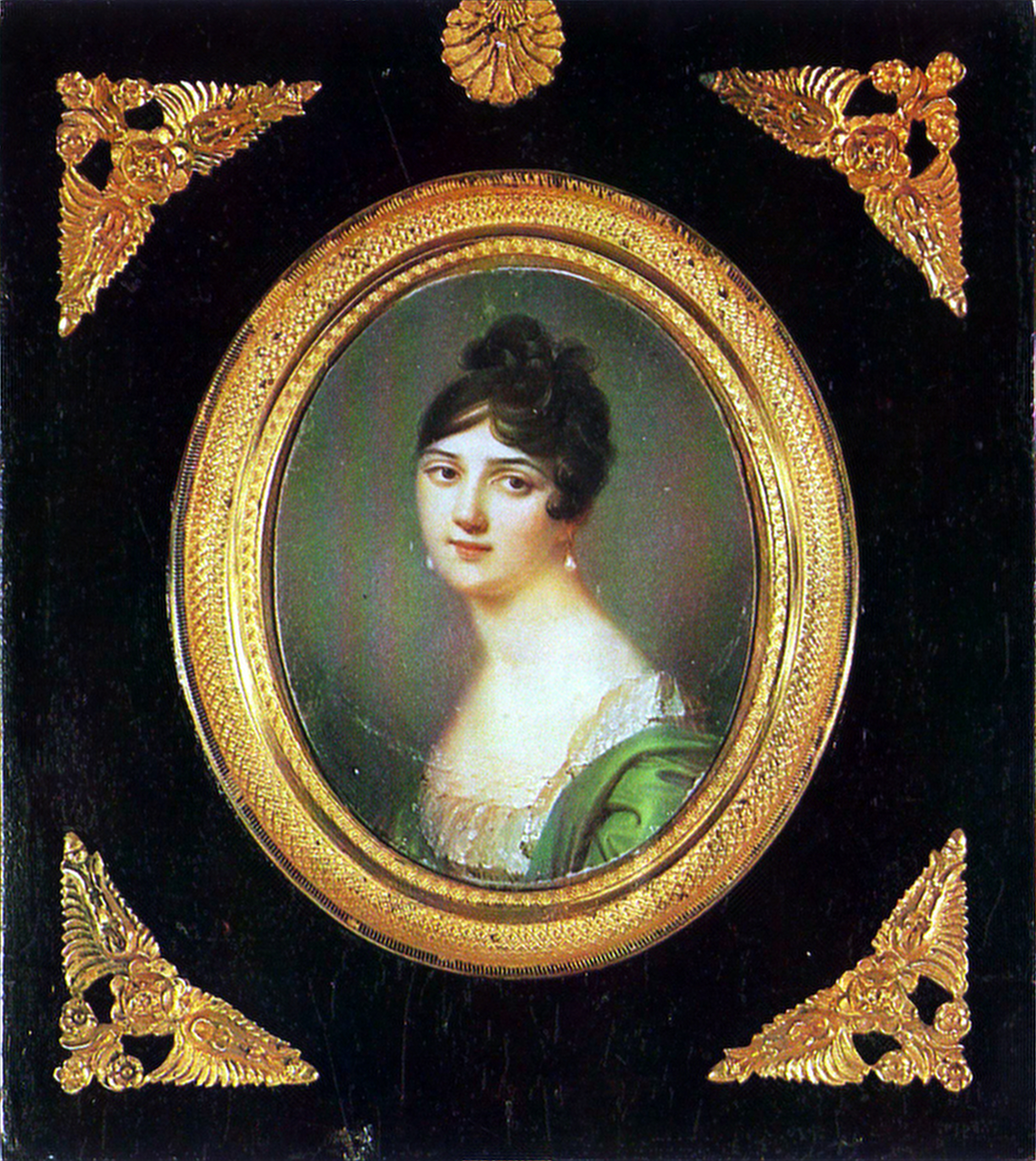
Портрет Марии Антоновны Нарышкиной, 1790-е гг.
Портрет Карла фон Карделля[швед.], 1793 г.
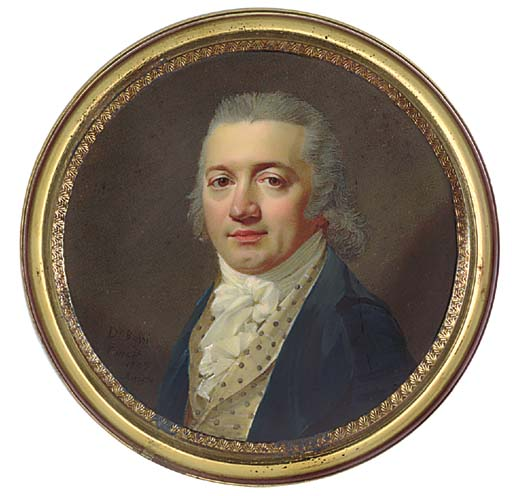
Портрет молодого джентльмена, 1795 г.
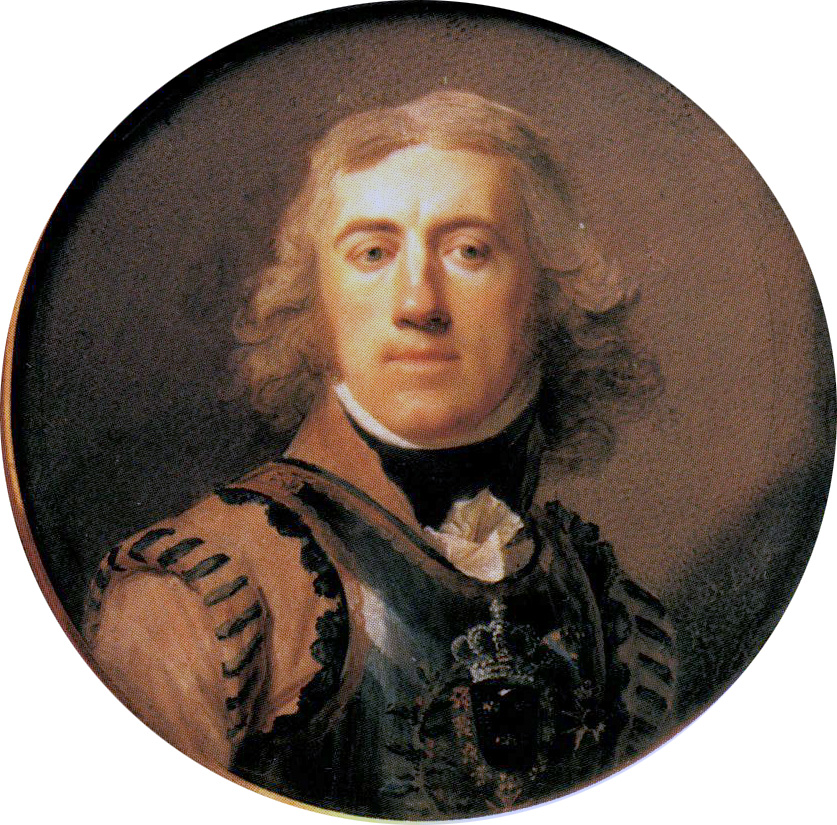
Портрет Хампуса Мёрнера[швед.], 1796 г.
Портрет неизвестной, 1796 г.
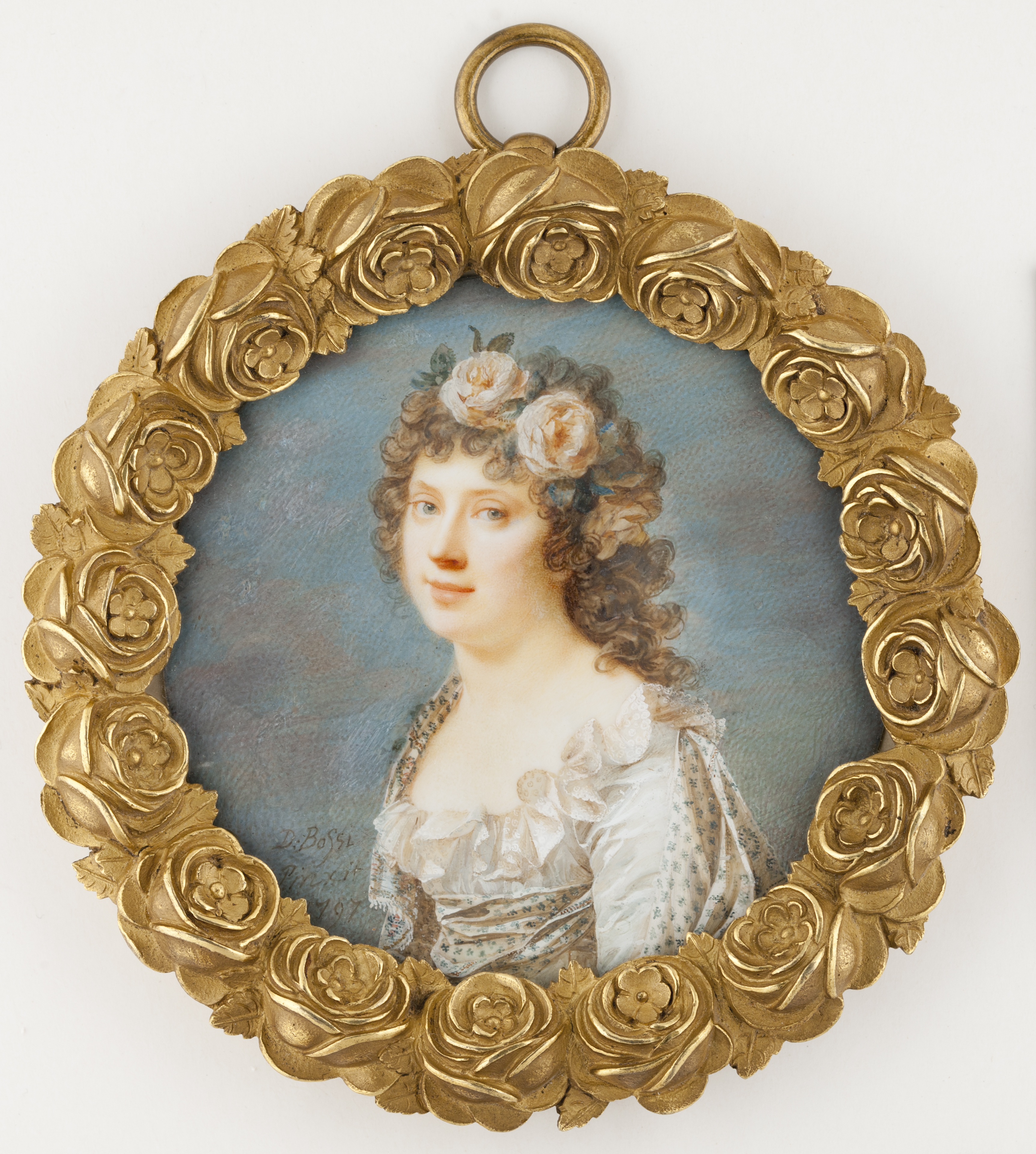
Портрет дамы с гирляндой из цветов, 1797 г.
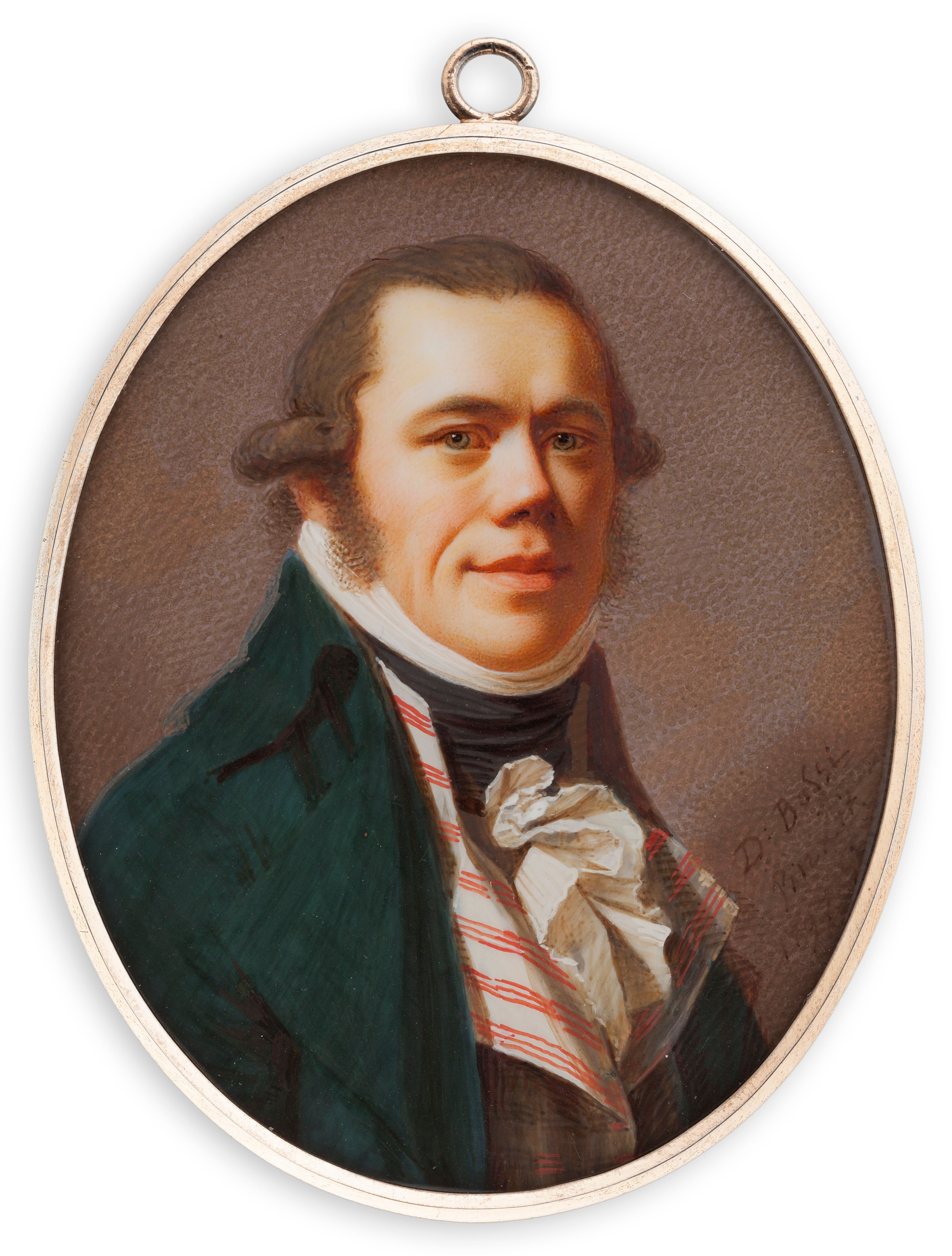
Портрет Андерса Хокансона[швед.], 1797 г.
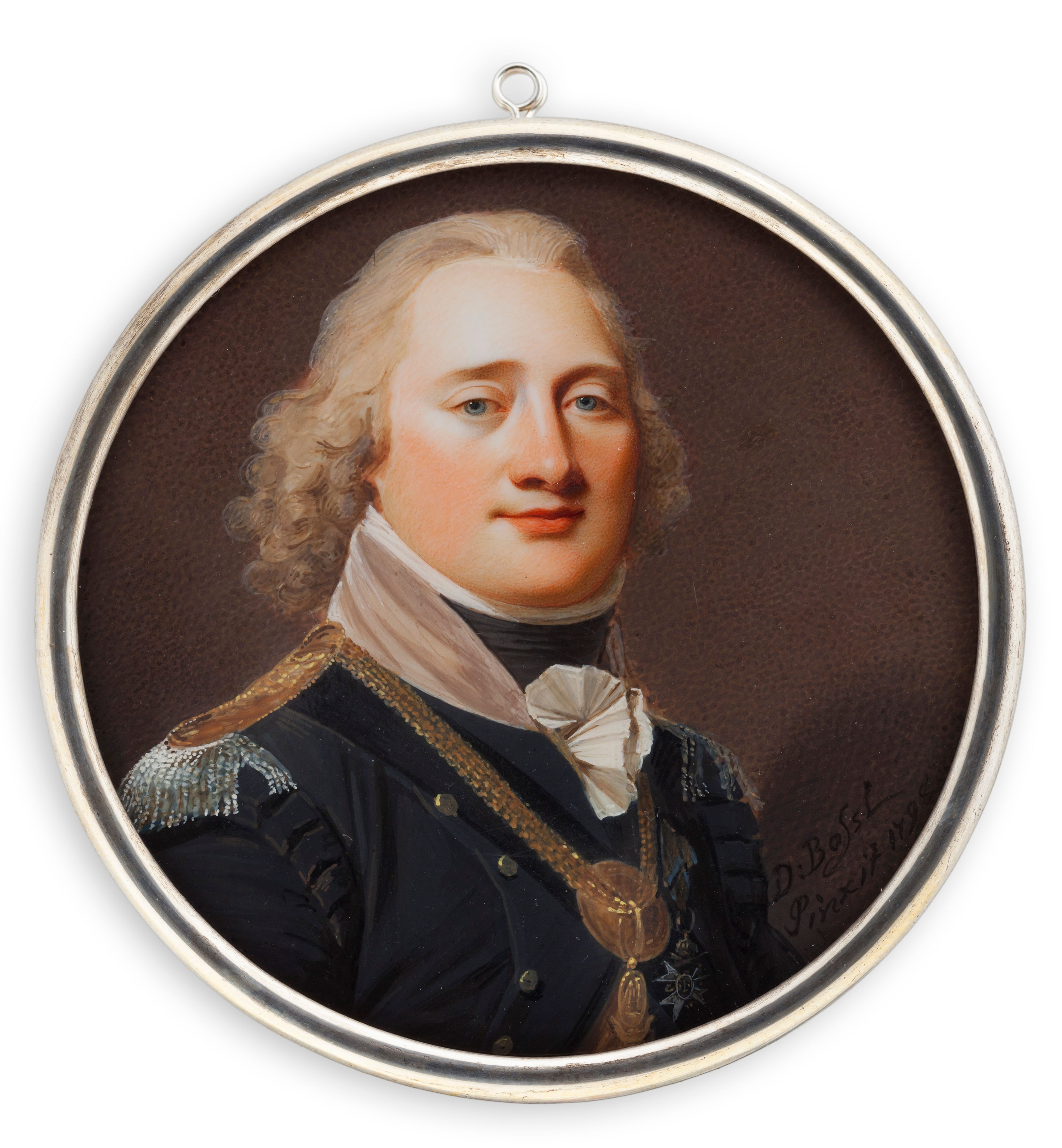
Портрет Андерса Фредерика Пальмфельта[швед.], 1798 г.
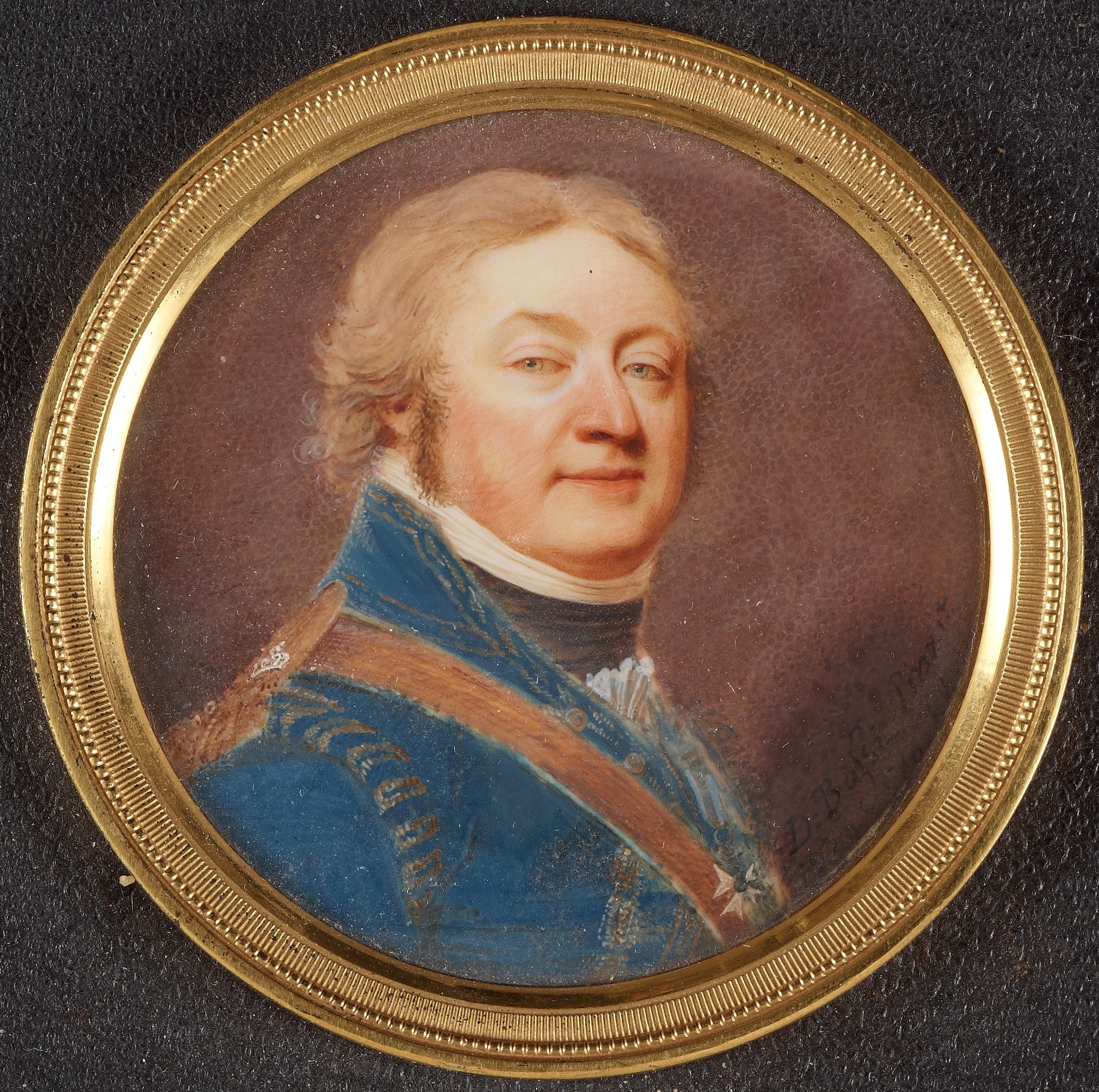
Портрет Девида Густава Фрёлиха[швед.], 1798 г.
Портрет Йоакима Даниэля Варендорфа[швед.], 1798 г.
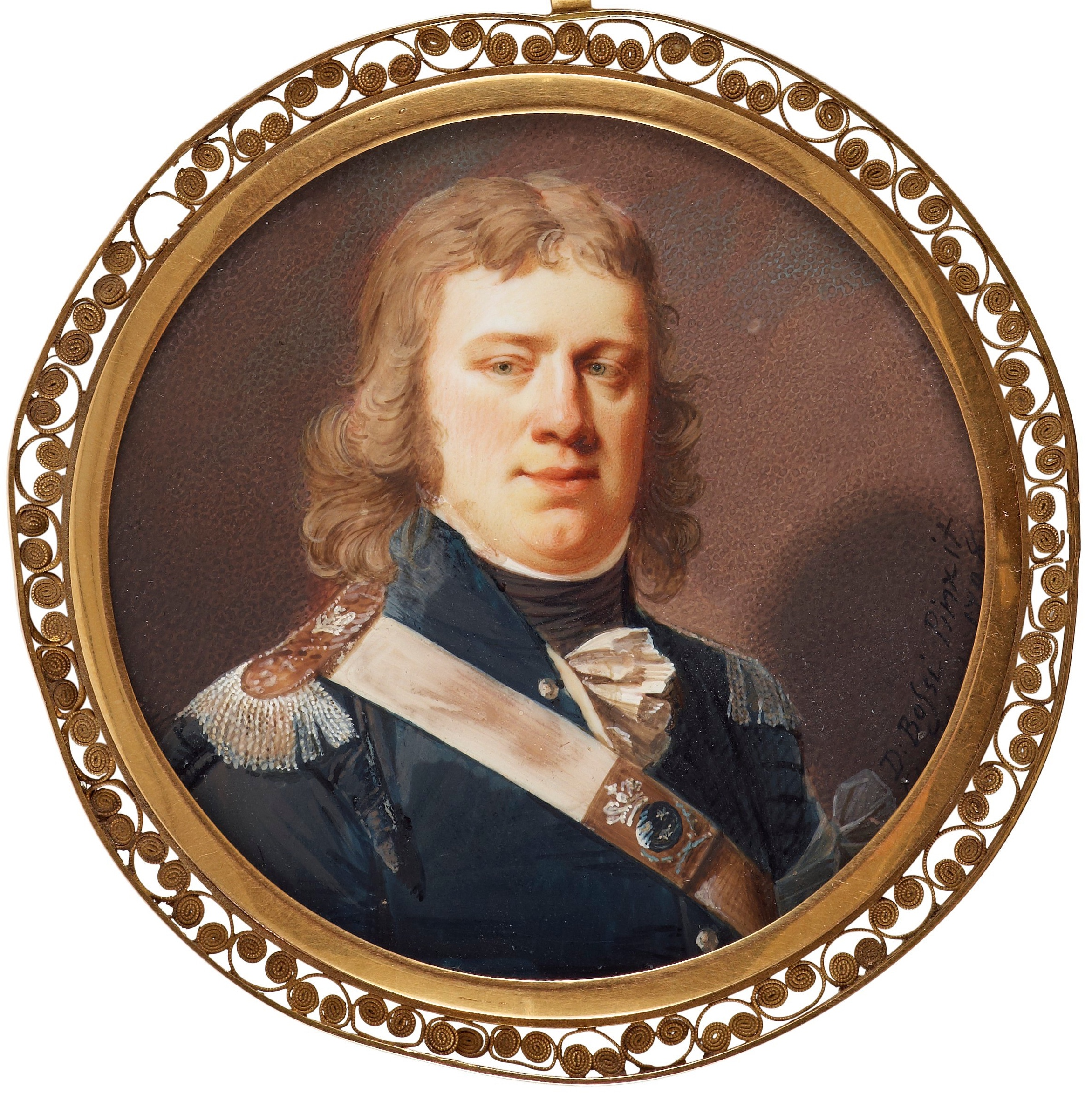
Портрет Пауля Шредерштирна[швед.], 1798 г.
Портрет Ульрики Шарп, 1798 г.
Портрет неизвестного, 1799 г.
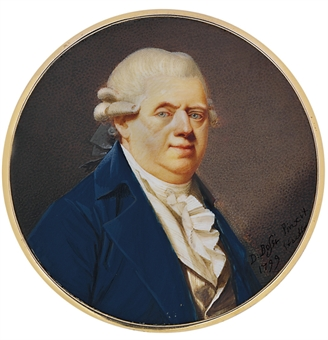
Портрет Иоакима Даниэля Варендорфа, 1799 г.
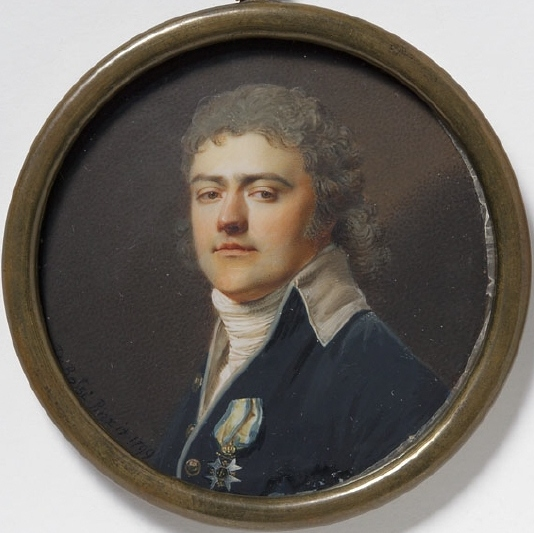
Портрет графа Карла Хенгика Поссе[швед.], 1799 г.
Портрет графмни Фредерики Шарлотты Стенбок, 1799 г.
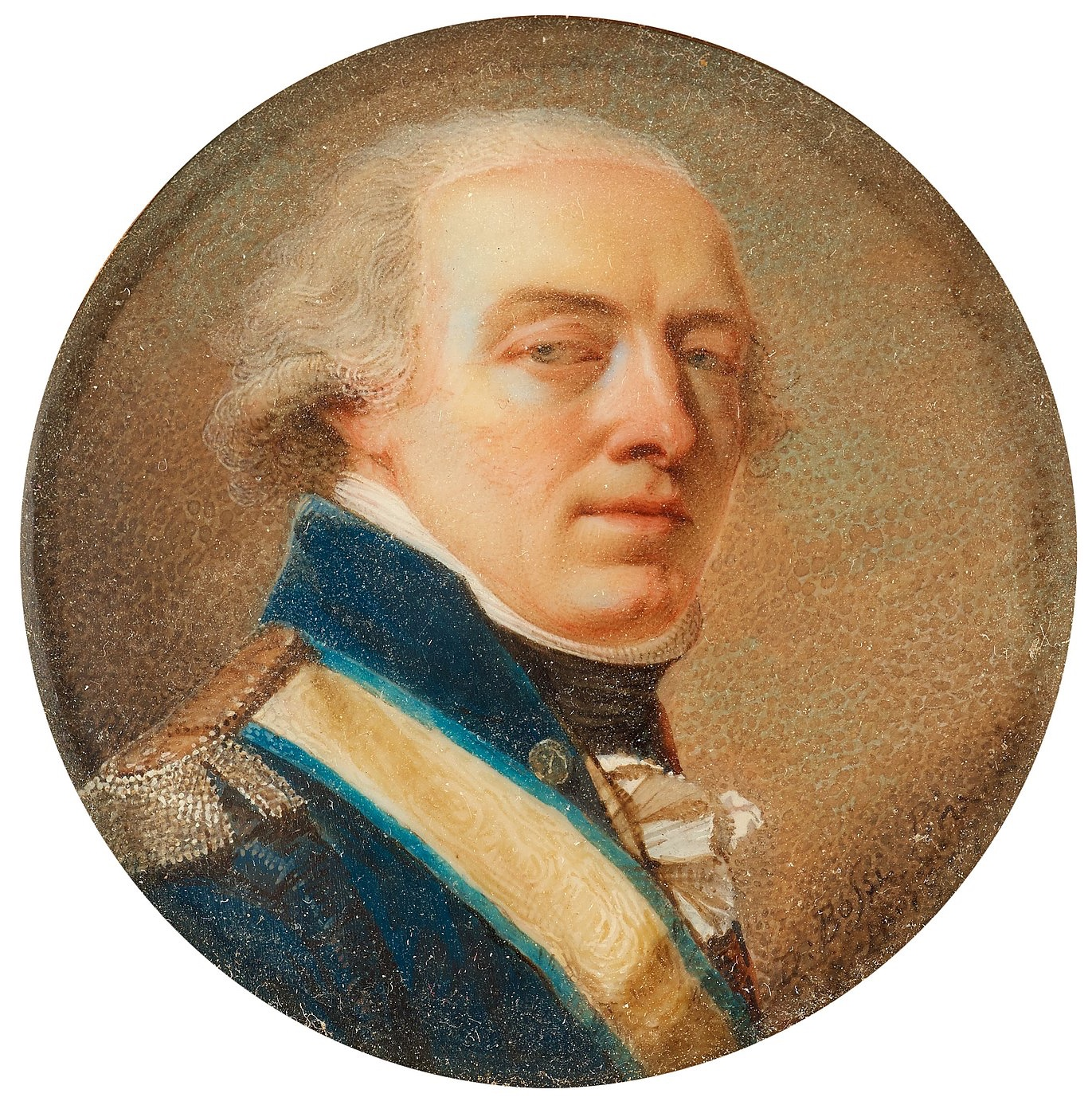
Портрет генерал-майора Юхана Фредрика Аминоффа, 1800 г.
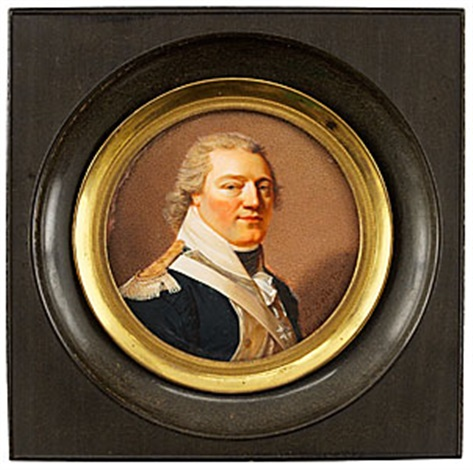
Портрет Адольфа Людвига фон Шверина, 1800 г.
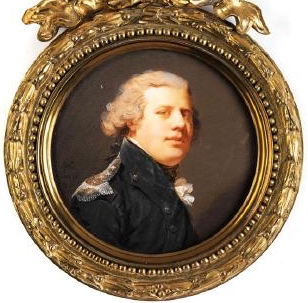
Портрет неизвестного офицера, около 1800 г.
Портрет Биргера Фридерика Ротрофа, 1800 г.
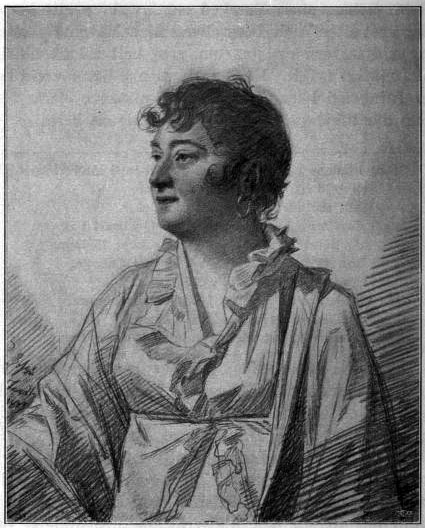
Портрет Фредерики Лёф, 1800 г.
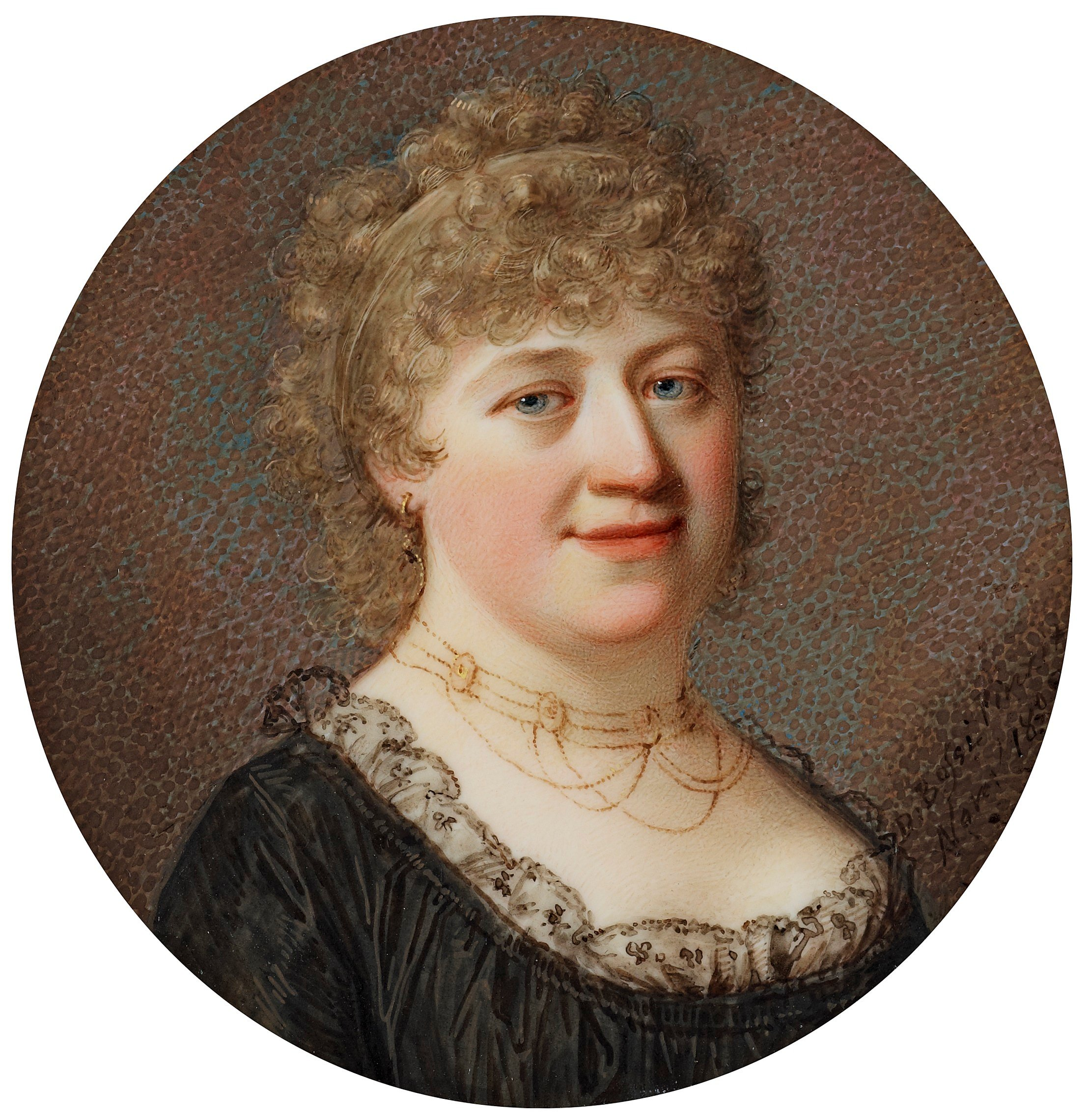
Портрет Каролины Сюзанны Оксельгрен, 1800 г.
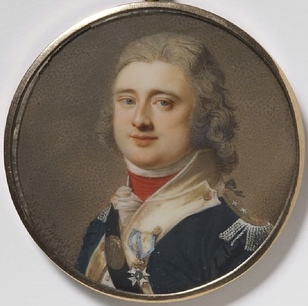
Портрет Акселя Габриэля Делагарди, 1800 г.
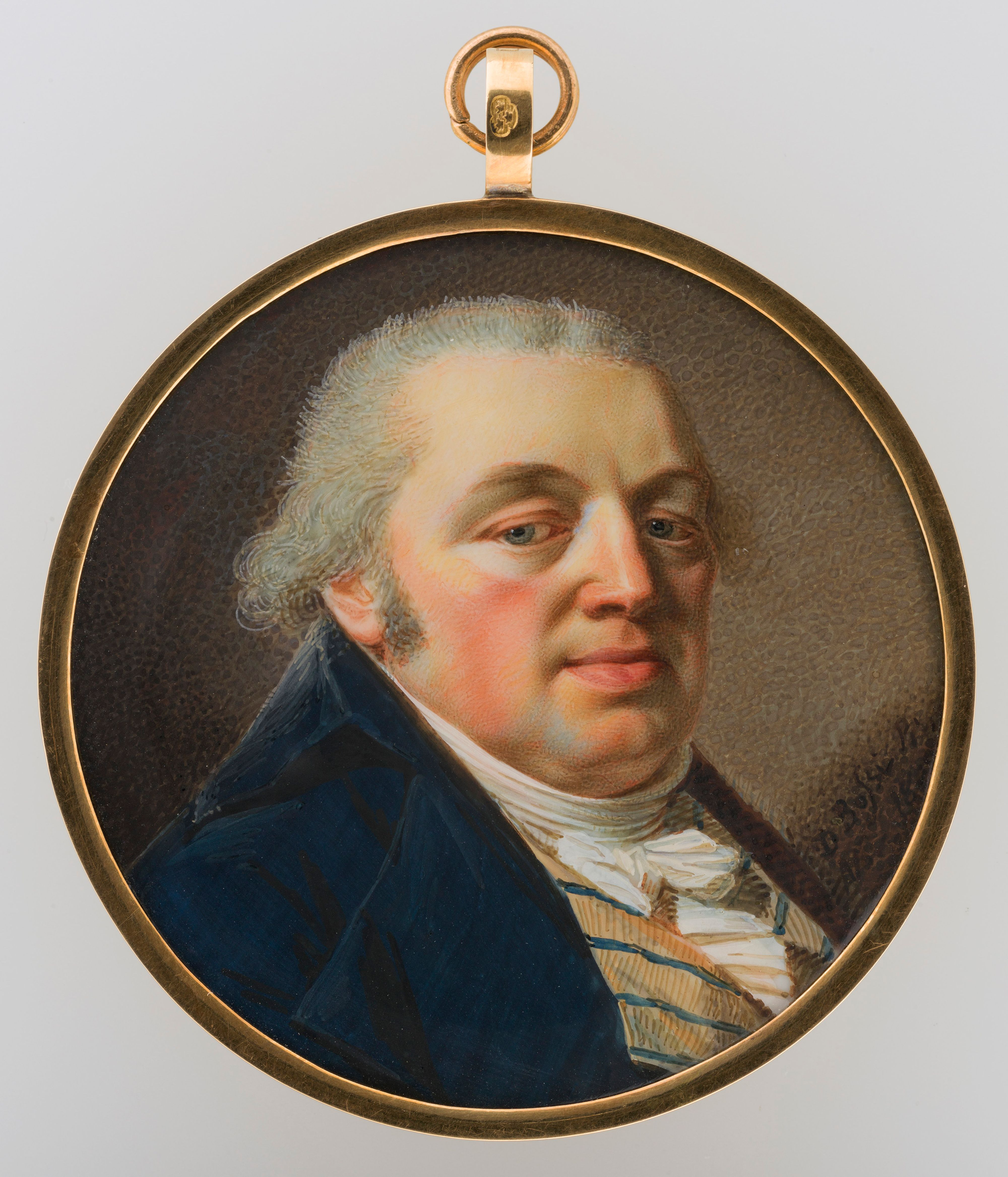
Портрет бургомистра Неландера, 1800 г.
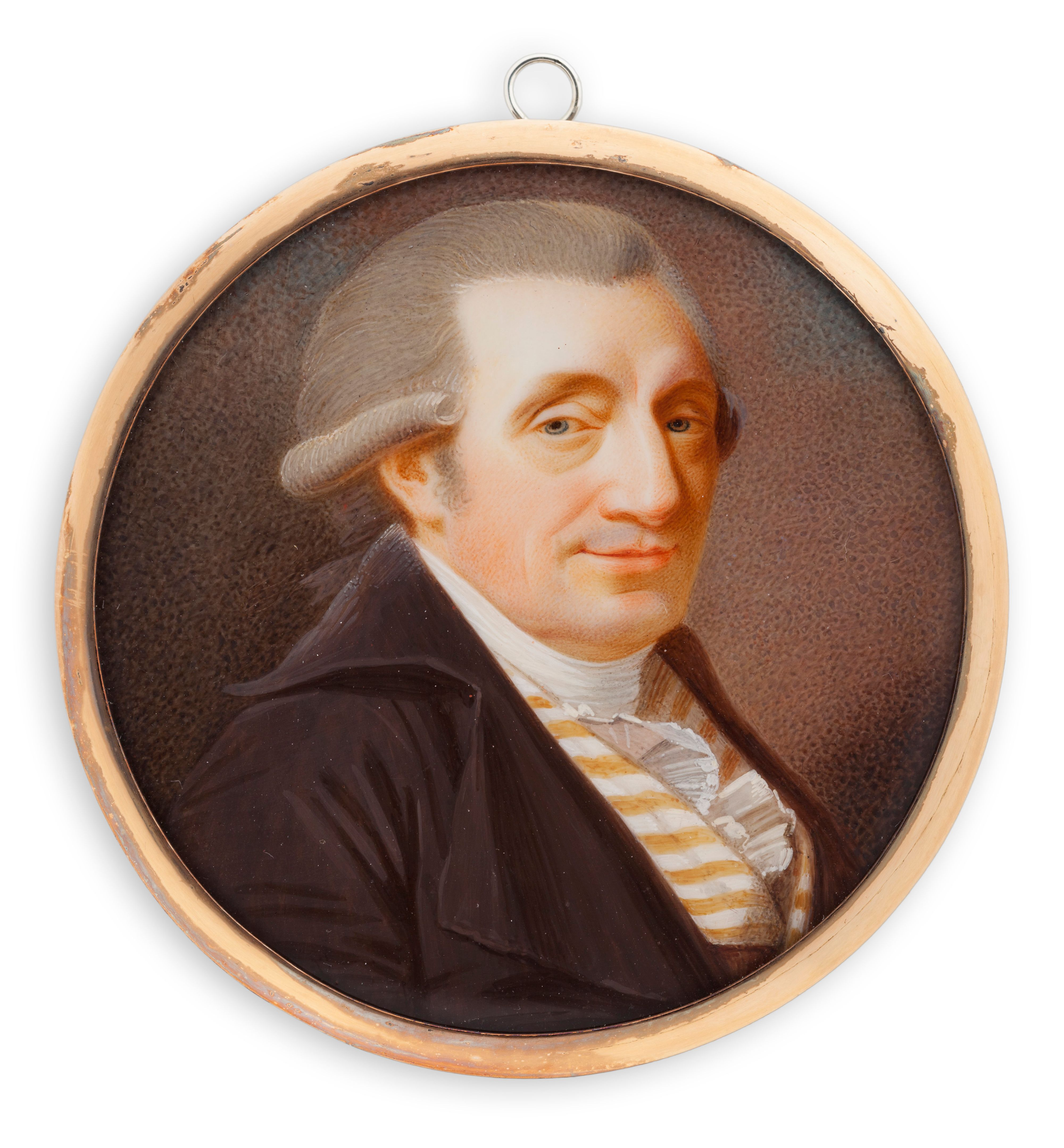
Портрет коммерции советника Й. Х. Мюллера, 1800 г.
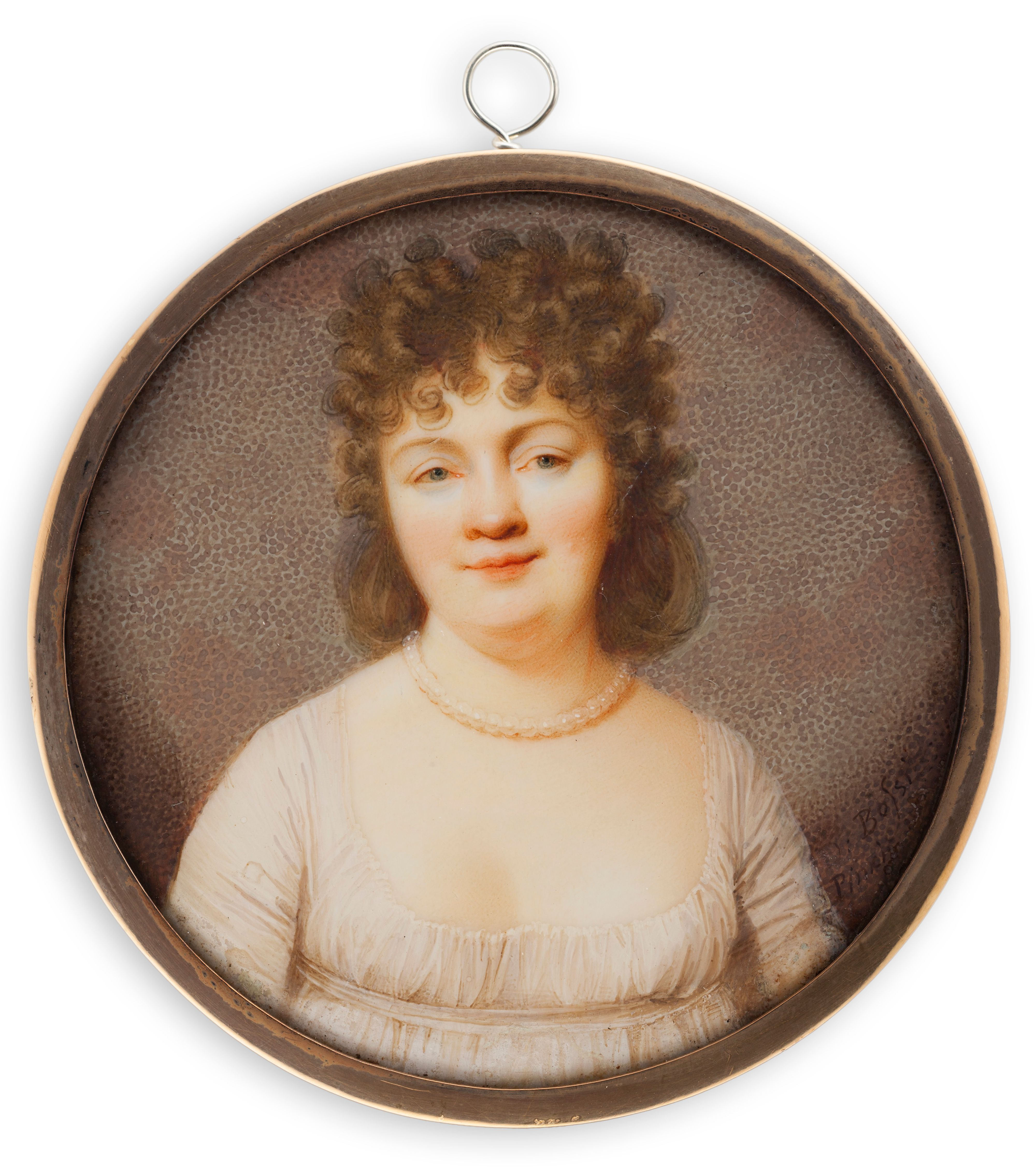
Портрет Иоганны Элизабеты Мюллер, 1800(?) г.
Портрет неизвестной, 1800 г.
Портрет Джона Холла мл., 1801 г.
Портрет Матиаса Розенблада[нем.], 1801 г.
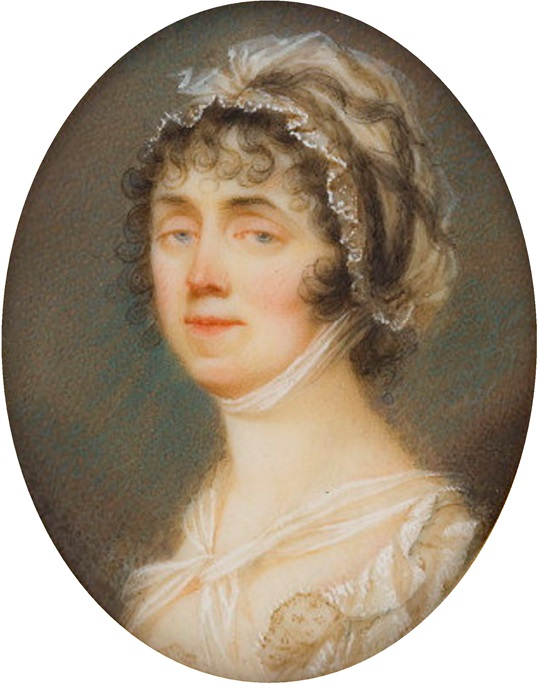
Портрет Амалии Гессен-Дармштадтской, 1801 г.
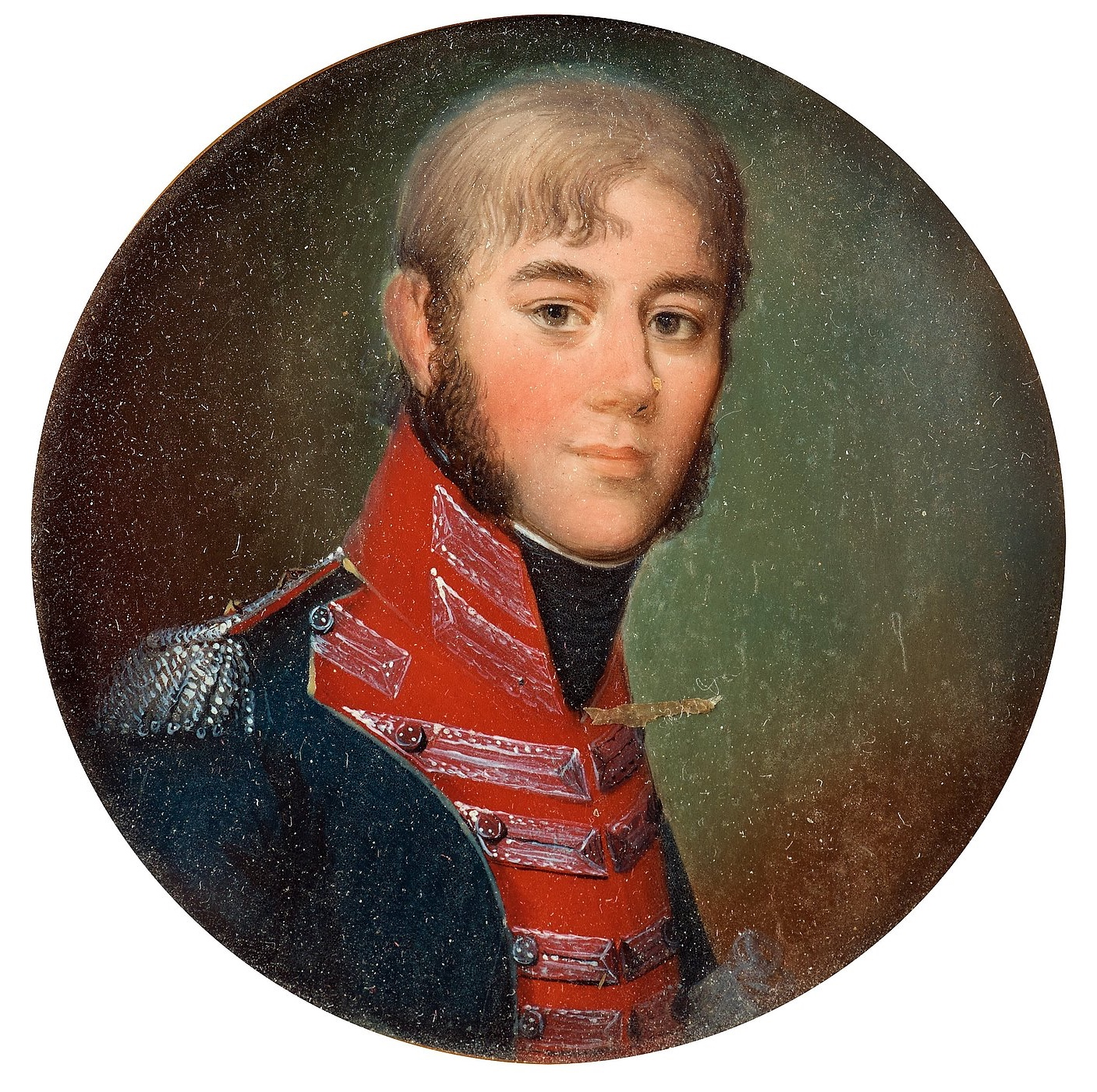
Портрет Акселя Дидрика Рёйтерскёльда[нем.], 1802 г.

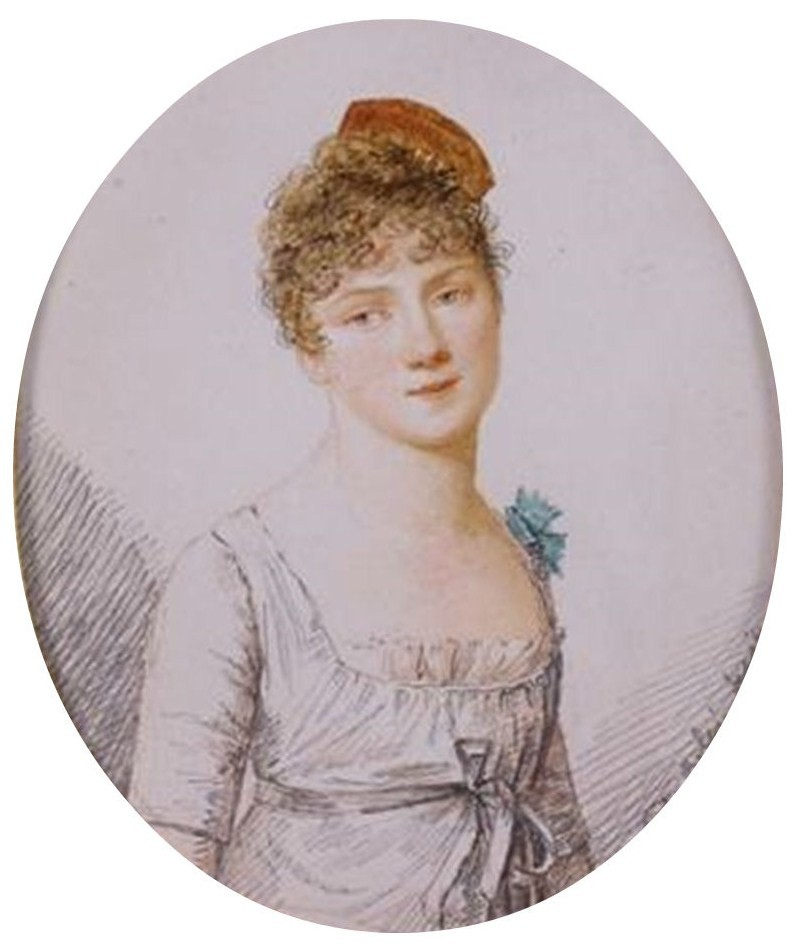
Портрет неизвестной с фрейлинским шифром, 1800-е гг.
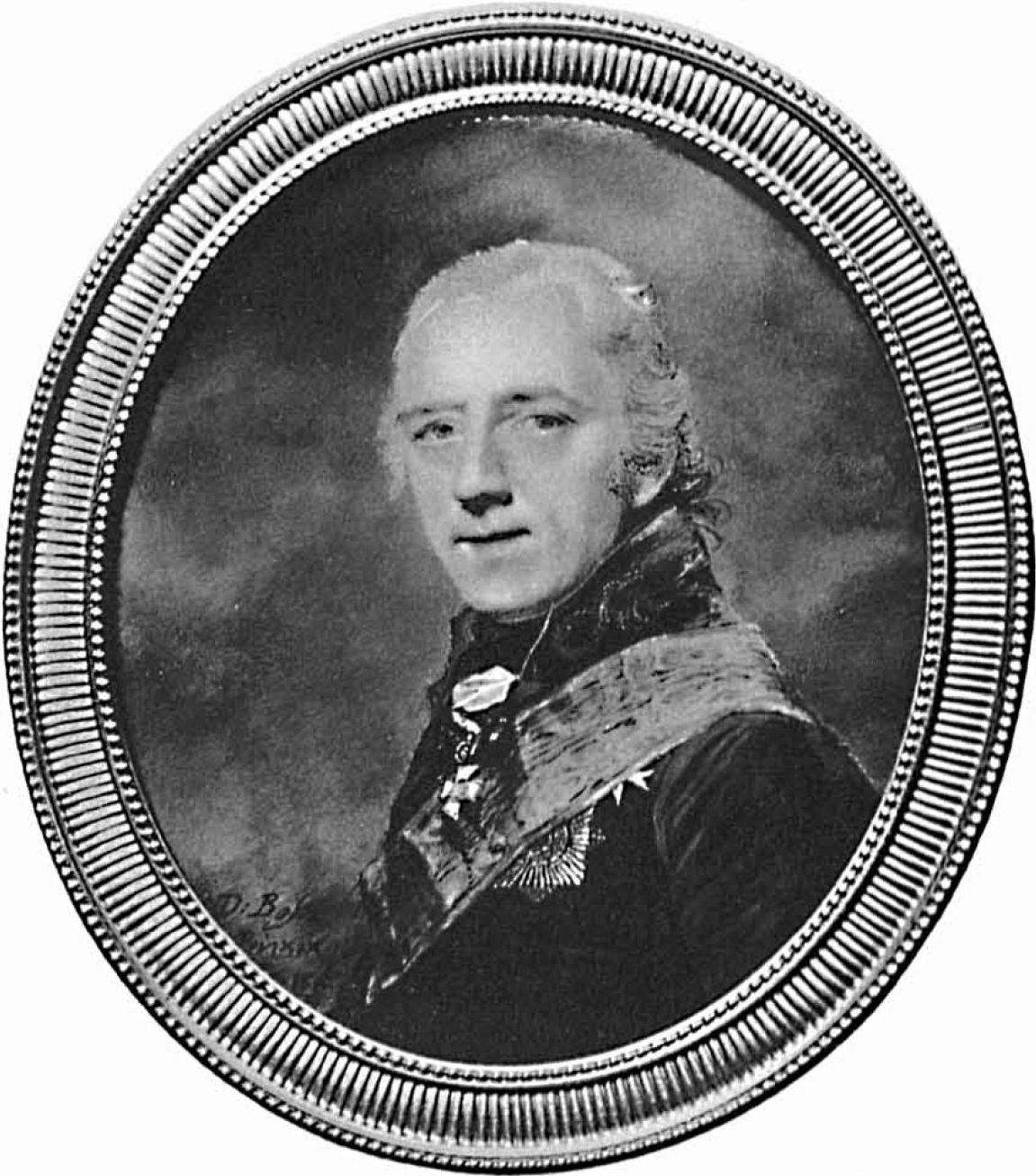
Портрет Петра Корниловича Сухтелена, 1802 г.
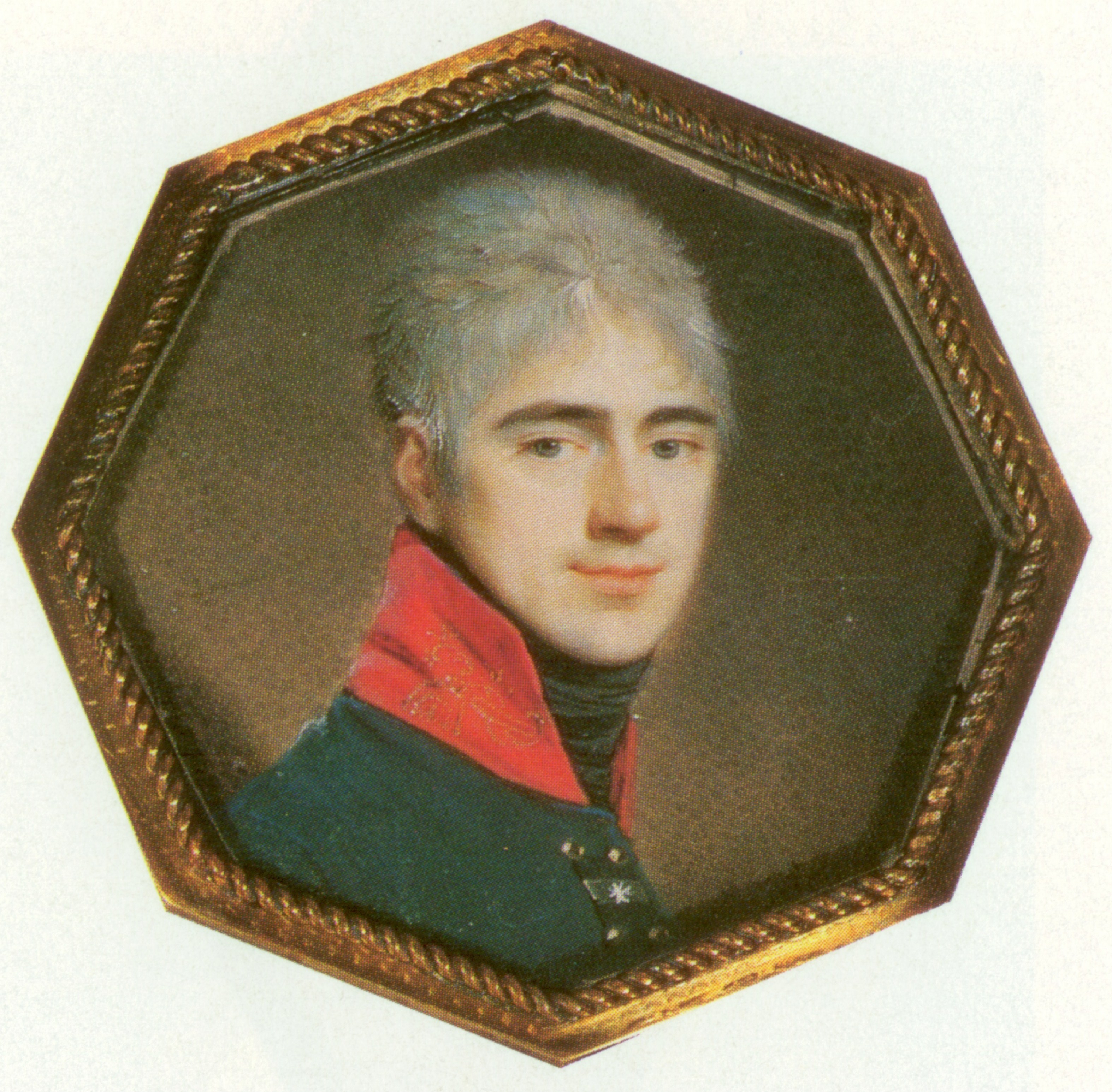
Портрет князя Петра Михайловича Волконского, 1802 г. (ГЭ)
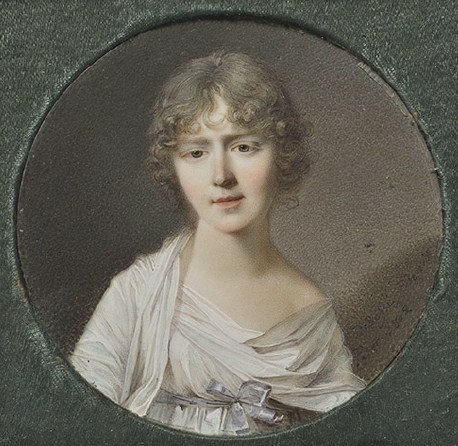
Портрет Прасковьи Ивановны Мятлевой, 1802 г.
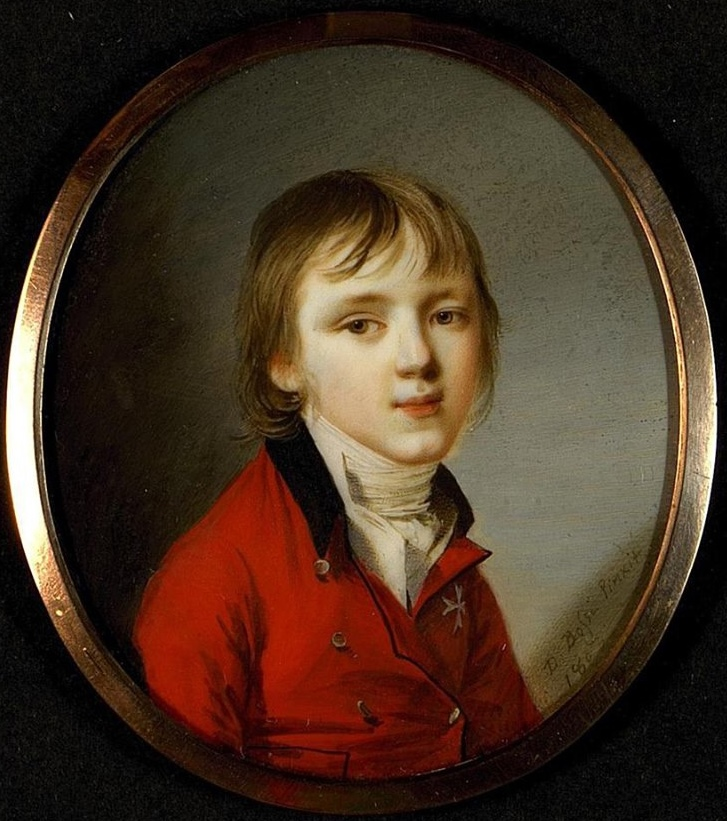
Портрет князя Бориса Николаевича Юсупова ребёнком, 1803 г. (ГЭ)
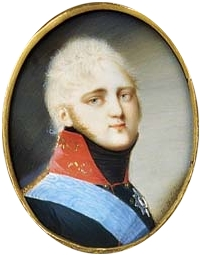
Портрет императора Александра I, 1803 г. (частное собрание)
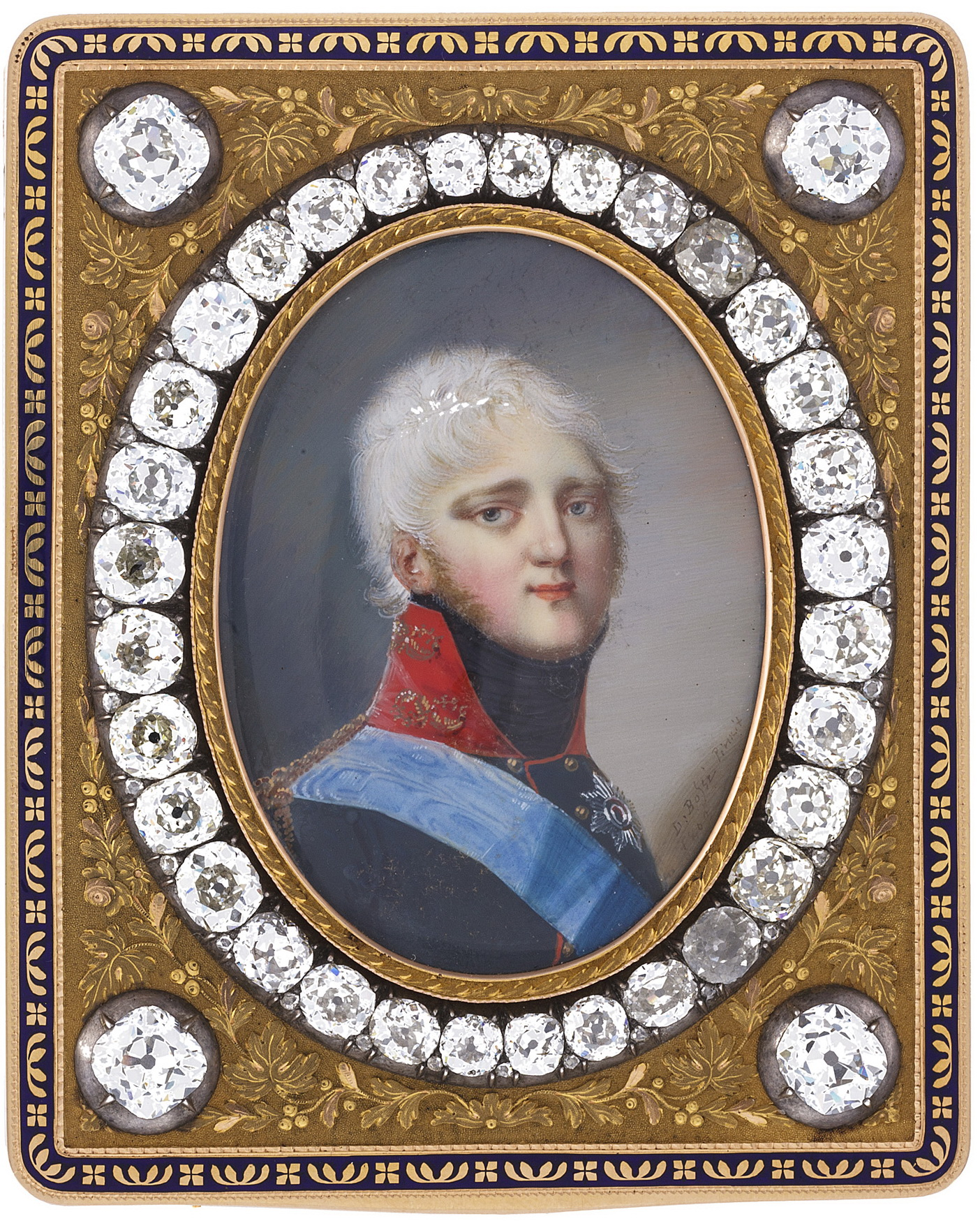
Портрет императора Александра I, 1803 г. (частное собрание)
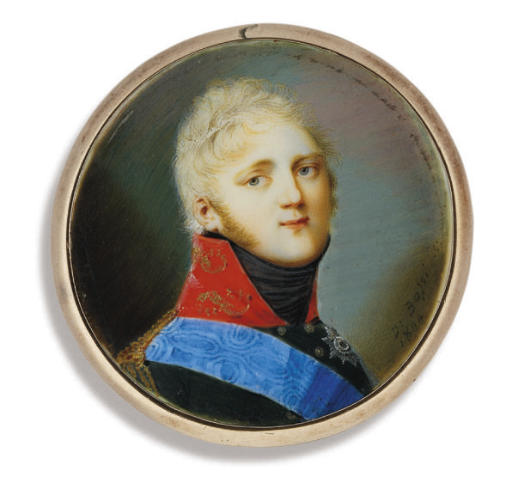
Портрет императора Александра I, 1804 г. (частное собрание)
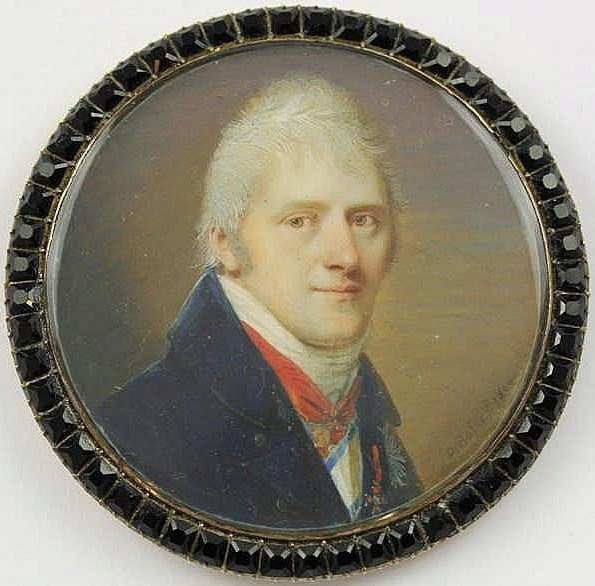
Портрет барона Андрея Яковлевича Бюллера, 1804 г. (частное собрание)
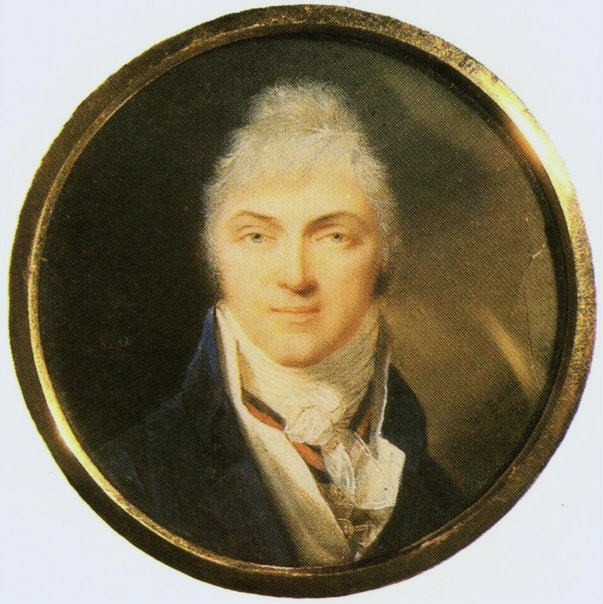
Портрет Михаила Ивановича Комбурлея, 1804 г.
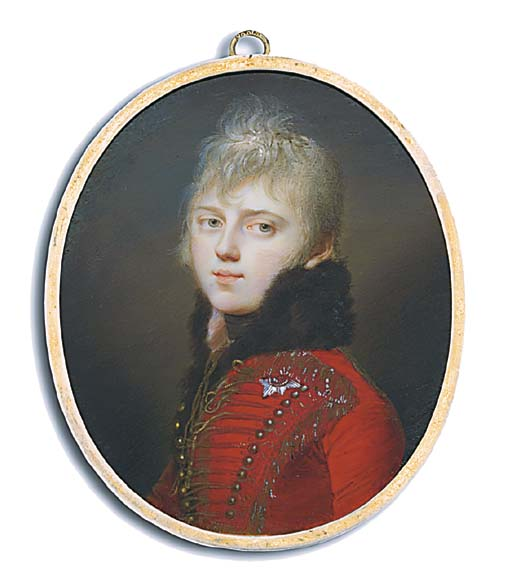
Портрет герцога Адама Вюртембергского, 1805 г. (частное собрание)
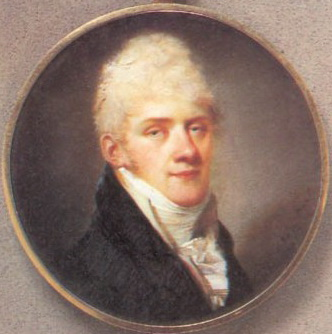
Портрет неизвестного, 1806 г. (МК)
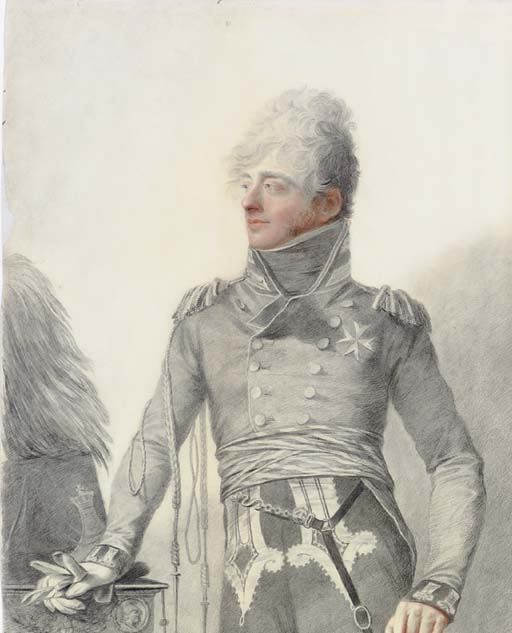
Портрет графа Отто фон Блома, 1807 г. (частное собрание)
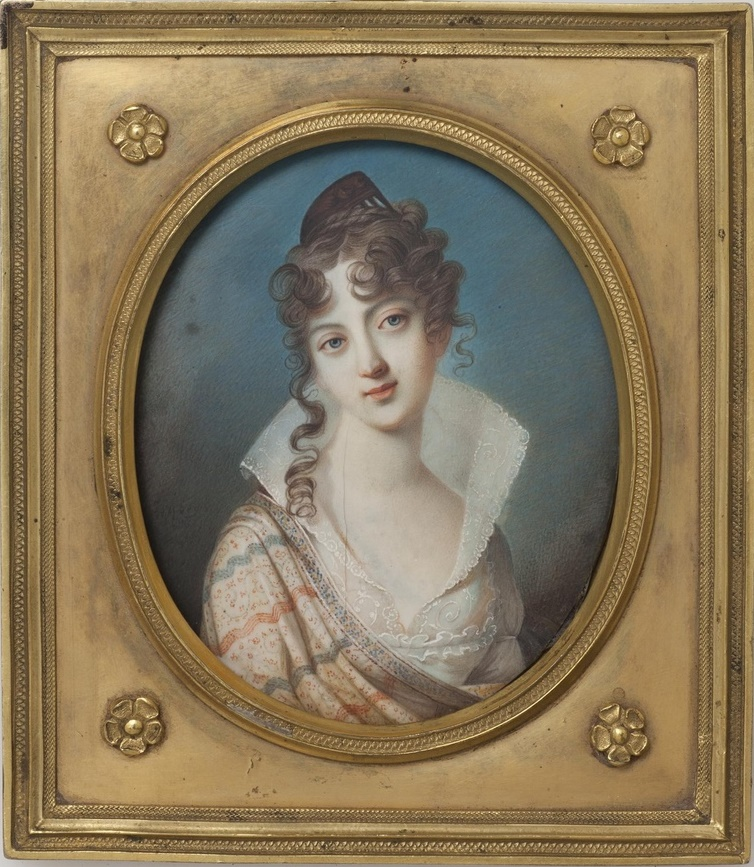
Портрет Натальи Ивановны Гончаровой, 1807 г. (ГЭ)
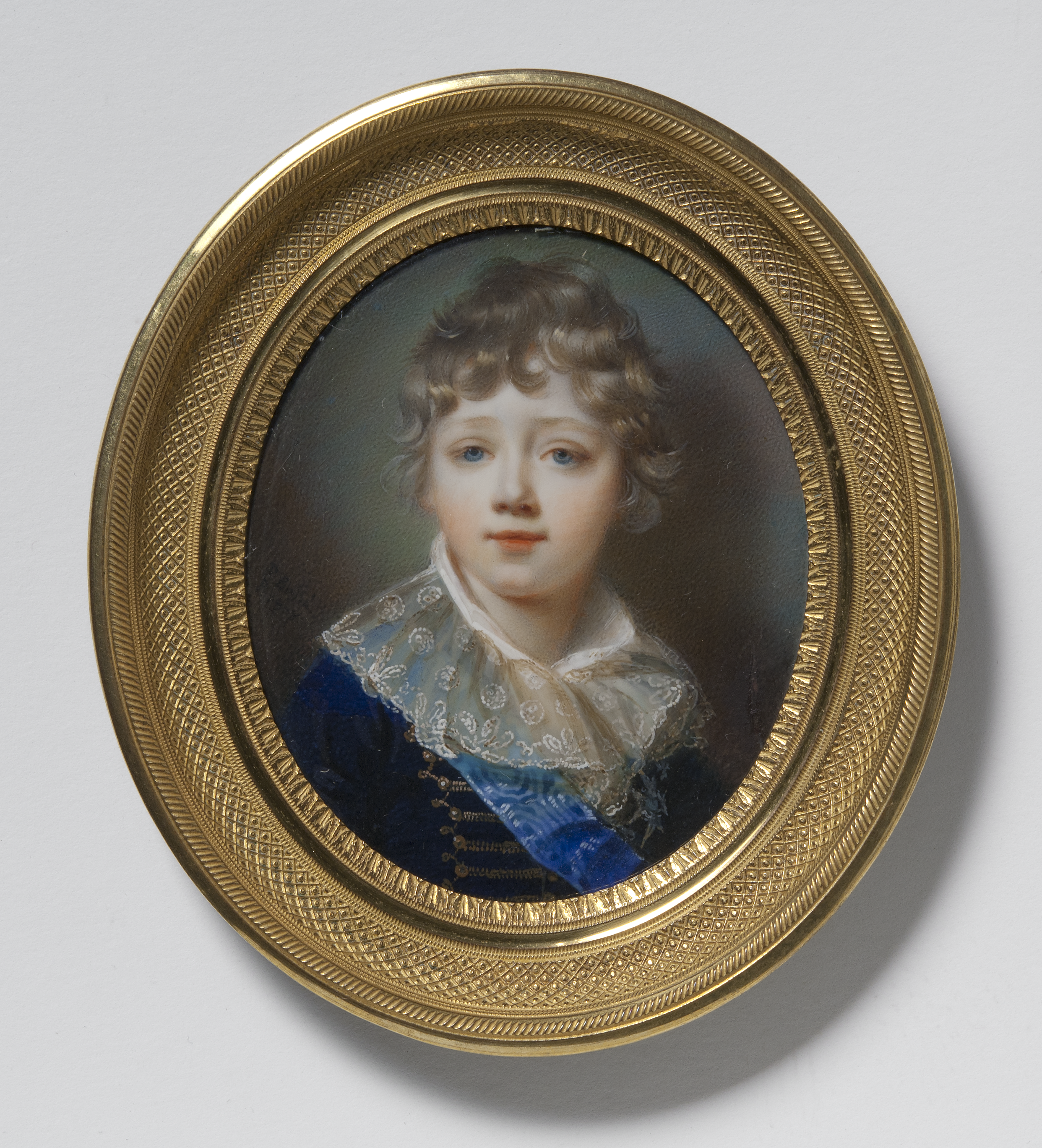
Портрет Густава, принца Шведского, 1808 г. (НМШ)
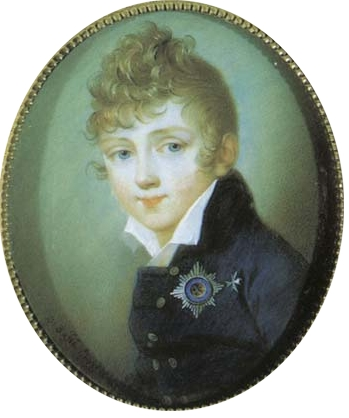
Портрет великого князя Михаила Павловича, 1809 г. (ГРМ)
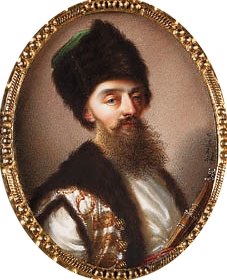
Портрет князя Константина Ипсиланти, 1809 г. (собрание Sepherot Foundation)
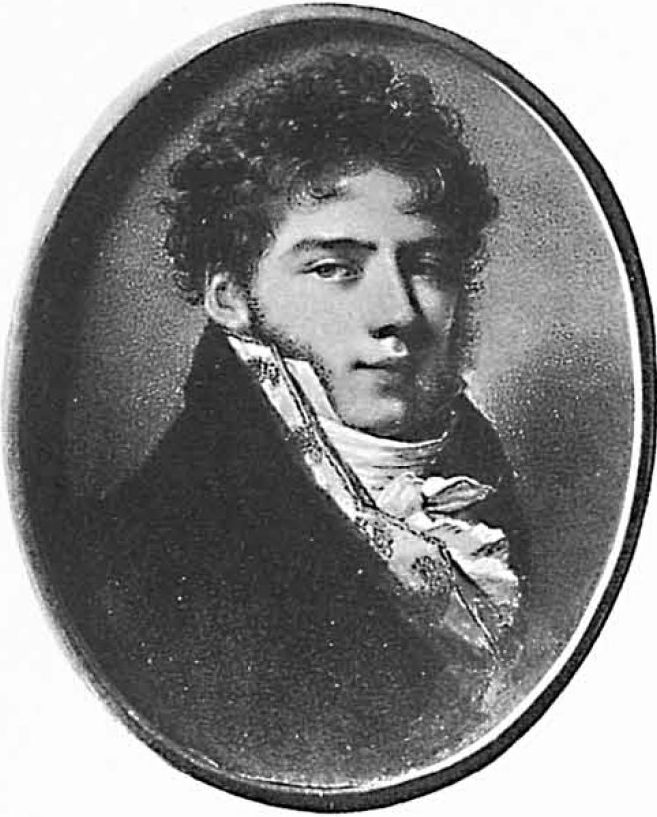
Портрет графа Александра Ивановича Соллогуба, 1810 г. (ММ)
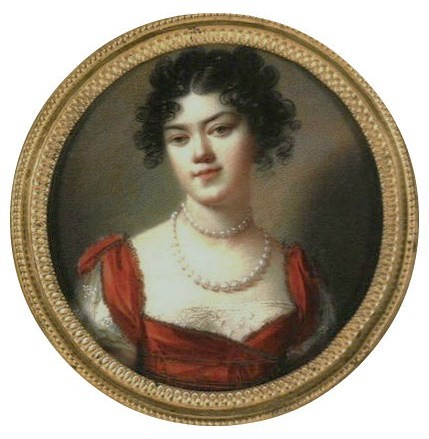
Портрет графини Софьи Ивановны Соллогуб, 1810 г.
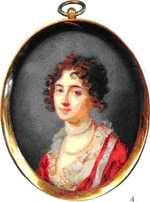
Портрет неизвестной, 1810 г.

Портрет Ульрики Магдалены Бьёркман, 1811 г.
Портрет Андерса Фредрика Шёльдебранда, 1811 г.
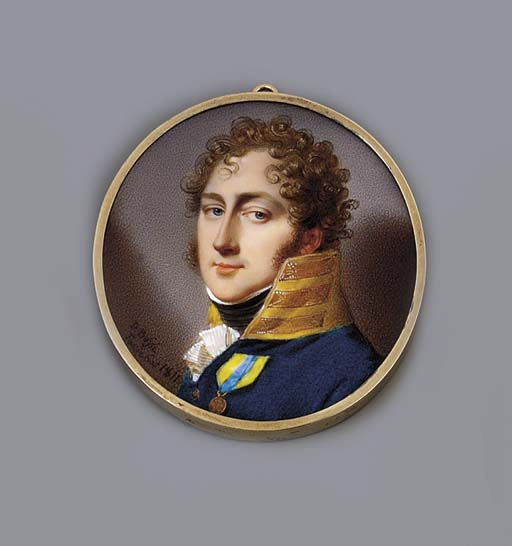
Портрет графа Йохана Отто Врангеля аф Саусса, 1811 г.
Портрет неизвестной, 1815 г.

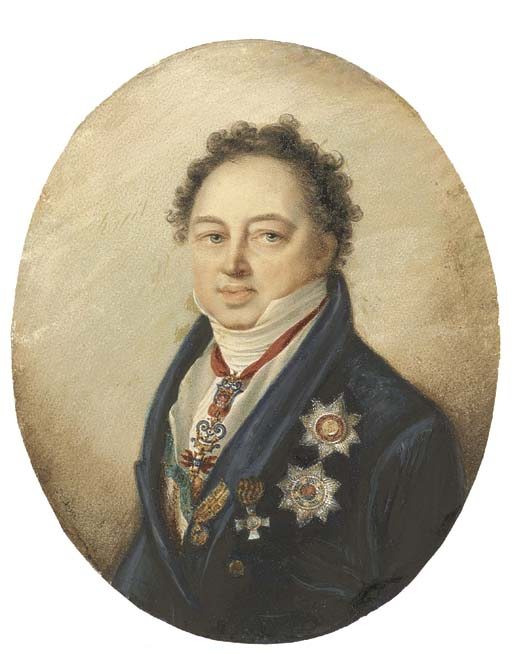
Портрет Дмитрия Павловича Татищева, 1826 г.
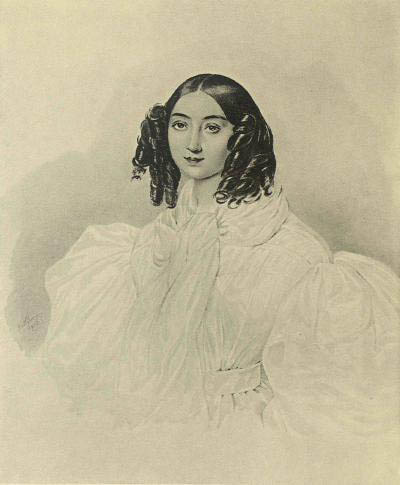
Портрет графини Юлии Павловны Самойловой, 1835 г.